# Black Forest Open 2009
Il Black Forest Open 2009 è un torneo professionistico di tennis maschile giocato sulla terra rossa, che faceva parte dell'ATP Challenger Tour 2009. Si è giocato a Freudenstadt in Germania dal 31 agosto al 6 settembre 2009.

## Partecipanti

### Teste di serie
| Nazionalità | Giocatore         | Ranking* | Testa di serie |
| ----------- | ----------------- | -------- | -------------- |
| Germania    | Florian Mayer     | 113      | 1              |
| Germania    | Daniel Brands     | 126      | 2              |
| Rep. Ceca   | Jan Hájek         | 147      | 3              |
| Francia     | Laurent Recouderc | 150      | 4              |
| Rep. Ceca   | Jiří Vaněk        | 164      | 5              |
| Regno Unito | James Ward        | 202      | 6              |
| Germania    | Benedikt Dorsch   | 209      | 7              |
| Francia     | Thierry Ascione   | 210      | 8              |

- Ranking al 24 agosto 2009.

### Altri partecipanti
Giocatori che hanno ricevuto una wild card:
- Ante Bilić
- Nils Langer
- Cedrik-Marcel Stebe
- Jakob Sude
- Dustin Brown

Giocatori passati dalle qualificazioni:
- Sascha Klör
- Lars Pörschke
- Louk Sorensen
- Clint Thomson

## Campioni

### Singolare
Jan Hájek ha battuto in finale  Laurent Recouderc, 2–6, 6–3, 7–6(5)

### Doppio
Jan Hájek /  Dušan Karol hanno battuto in finale  Martin Kližan /  Adil Shamasdin, 4–6, 6–4, [10–5]